# خدمات تجاری باربری به ماه
خدمات تجاری باربری به ماه یا CLPS، برنامه‌ی ناسا برای بستن قرارداد با ارائه‌دهندگان خدمات باربری است که قادر باشند سطح‌نشین و کاوشگرهای رباتیک کوچک را به قطب جنوب جنوبی ماه بفرستد . هدف این برنامه شامل جستجو برای منابع ماه، آزمایش مفاهیم بهره‌برداری منبع درجا (ISRU) و انجام آزمایش علمی مربوط به ماه برای پشتیبانی از برنامه فضایی آرتمیس است. CLPS قرار است با استفاده از قراردادهای قیمت ثابت، خدمات باربری بین زمین و سطح ماه را خریداری کند. این برنامه از سال ۲۰۲۵ به بعد نیز برای پشتیبانی از محموله های بزرگ تمدید شده است.